# Celorico de Basto
Celorico de Basto es una villa portuguesa del distrito de Braga, región Norte y comunidad intermunicipal del Támega y Sousa, con cerca de 2500 habitantes.
Es sede de un municipio con 181,10 km² de área y 17 645 habitantes (2021), subdividido en 15 freguesias. El municipio limita al norte con el municipio de Cabeceiras de Basto, al este con Mondim de Basto, al sur con Amarante, al suroeste con Felgueiras y al oeste con Fafe.

## Demografía
| Gráfica de evolución demográfica de Celorico de Basto entre 1801 y 2021 |
|                                                                         |
| Datos según el nomenclátor publicado por el INE portugués.              |

## Freguesias
Las freguesias de Celorico de Basto son las siguientes:
- Agilde
- Arnóia
- Basto (São Clemente)
- Borba de Montanha
- Britelo, Gémeos e Ourilhe
- Caçarilhe e Infesta
- Canedo de Basto e Corgo
- Carvalho e Basto (Santa Tecla)
- Codeçoso
- Fervença
- Moreira do Castelo
- Rego
- Ribas
- Vale de Bouro
- Veade, Gagos e Molares